# Benedettine della Federazione di Santa Gertrude
Le Benedettine della Federazione di Santa Gertrude sono un istituto religioso femminile di diritto pontificio con case autonome.

## Storia
Il 25 febbraio 1922 la Santa Sede eresse la Federazione di Santa Scolastica per i monasteri di suore benedettine degli Stati Uniti d'America. Poiché le costituzioni elaborate per quelle religiose limitavano all'insegnamento le attività dei membri, alcuni monasteri di suore dedite all'assistenza ospedaliera agli ammalati non poterono entrare a farne parte.
Tre di questi monasteri (Sacred Heart di Yankton, Mount St. Benedict di Crookston, e Sacred Heart di Garrison) si unirono in una congregazione approvata dalla Santa Sede il 14 aprile 1937; con il passar del tempo, altri priorati si aggregarono alla federazione. Le loro costituzioni furono approvate definitivamente dalla Santa Sede il 4 aprile 1950 e il 19 ottobre 1961 la congregazione fu aggregata alla confederazione benedettina.

## Attività e diffusione
Le suore si dedicano all'educazione della gioventù e alla cura dei malati.
Oltre che negli Stati Uniti d'America, le suore sono presenti in Canada, in Guatemala e in Perù.
Alla fine del 2015 la federazione contava 12 monasteri e 589 religiose.